# Chris Makin
Christopher Gregory Makin, né le 8 mai 1973 à St Helens, est un footballeur anglais des années 1990 et 2000.

## Biographie
Chris Makin fut défenseur. Il évolua dans différents clubs anglais (Wigan Athletic, Oldham Athletic, Sunderland AFC, Ipswich Town, Leicester City, Derby County, Reading FC et Southampton FC), remportant deux D2 anglaises en 1999 et en 2006. 
Il fit aussi un passage à l'Olympique de Marseille, pendant une saison. Il termina 11e du championnat en 1996-1997.
Makin a pris sa retraite en avril 2008, après de nombreuses blessures essentiellement à la hanche qui l'ont empêché de jouer depuis septembre 2007.

## Clubs
- 1991–1992 :  Oldham Athletic
- 1992–1993 : →  Wigan Athletic (prêt)
- 1993–1996 :  Oldham Athletic
- 1996–1997 :  Olympique de Marseille
- 1997–2001 :  Sunderland AFC
- 2001–2004 :  Ipswich Town
- 2004–2005 :  Leicester City
- 2005 : →  Derby County (prêt)
- 2005–2006 :  Reading FC
- 2006–2008 :  Southampton FC

## Palmarès
- Championnat d'Angleterre de football D2
  - Champion en 1999 et en 2006